# Fire Department 2
Fire Department 2 (in Nordamerika Firefighter Command: Raging Inferno und Fire Captain in Großbritannien) ist ein Echtzeit-Taktikspiel, bei dem der Spieler Einheiten der Feuerwehr befehligt. Es wurde von Monte Cristo entwickelt und 2004 von Frogster Interactive Pictures veröffentlicht. Es ist der zweite Teil innerhalb der Fire-Department-Spieleserie, sein Vorgänger ist Fire Department.

## Spielprinzip
Fire Department 2 betraut den Spieler mit der Einsatzleitung der Feuerwehr. Rettungs- und Löschverbände müssen mit der Maus dirigiert werden. Dabei stehen landestypische Einheiten der Berufsfeuerwehren zur Verfügung. Spezialeinheiten wie Bergungsfachleute, Hundeführer und Gefahrstoffexperten können eingesetzt werden. Das Spiel ist verloren, sobald eine Zivilperson zu Schaden kommt.

## Technik
Im Mehrspielermodus können bis zu vier Spieler kooperativ oder gegeneinander spielen. Die Grafik-Engine umfasst Wasser-, Partikel- und Lichteffekte.

## Rezeption
Die KI-Feuerwehrleute reagieren nicht selbstständig genug und neigen dazu, Umwege zu laufen, so dass schnell unnötige Hektik entstünde. Der Mehrspielermodus wurde positiv hervorgehoben. Das Gameplay sei intuitiv, die grafische Aufmachung stimmig. Im Vergleich mit dem Vorgänger sei das Spiel deutlich verbessert worden.